# Antonia Mesina
Antonia Mesina (* 21. Juni 1919 in Orgosolo, Sardinien, Königreich Italien; † 17. Mai 1935 ebenda) war eine italienische römisch-katholische Jungfrau und Märtyrerin. Sie wurde 1935 bei einer versuchten Vergewaltigung ermordet. Ihre Seligsprechung erfolgte am 4. Oktober 1987.

## Leben
Mesina wurde 1919 als zweites von zehn Kindern des Polizisten Agostino Mesina und seiner Frau Grazia Rubanu geboren. Sie wuchs in ärmlichen Verhältnissen auf. Nachdem ihre herzkranke Mutter ans Krankenlager gebunden war, brach Mesina die Schulausbildung ab, um die Leitung des Haushalts und die Erziehung ihrer Geschwister zu übernehmen. Die weitere Jugendzeit war geprägt durch ihr intensives religiöses Leben und ab 1929 durch den Beitritt in die Katholische Aktion. Hier engagierte sie sich besonders im Laienapostolat und bei der Werbung neuer Mitglieder. 1934 wurde sie Mitglied in der Laienvereinigung „Kreuzzug der Reinheit“, einer Keuschheitsbewegung, die von Armida Barelli in ganz Italien initiiert wurde. Dabei lernte Mesina über religiöse Schriften Maria Goretti kennen, die 1902 als Jungfrau ein Opfer sexueller Gewalt wurde.
Am Freitag, den 17. Mai 1935, sammelte Mesina mit ihrer Freundin Annedda Castangia nach dem Besuch der Heiligen Messe in einem Waldstück Brennholz. Dabei begegneten sie Ignazio Catigu (* 1916), der sie angriff und versuchte zu vergewaltigen. Ihrer Freundin gelang die Flucht; auch Mesina konnte sich zweimal den Attacken entziehen. Beim dritten Versuch wurde sie allerdings zu Boden gestreckt und in ein Gebüsch gezerrt. Mesina, die ihre Jungfräulichkeit zu verteidigen suchte, wurde von Catigu mit einem Stein erschlagen. Er schlug insgesamt 74 Mal auf Mesina ein, wobei der letzte ihren Schädel zerschmetterte. Bei der Obduktion des Leichnams stellen die Ärzte fest, dass es bei Mesina zu keiner Vergewaltigung kam. Catigu wurde nach der Tat festgenommen, am 27. April 1937 zum Tode verurteilt und am 5. August 1937 durch ein Erschießungskommando hingerichtet.
Im Jahr 2017 präsentierte das staatliche Dokumentationszentrum der Geschichte Sardiniens einen Dokumentarfilm über Antonia Mesina.

## Seligsprechung
Der Seligsprechungsprozess für Mesina begann am 17. April 1979 mit den diözesanen Untersuchungen des Bistums Nuoro, die am 11. März 1985 abgeschlossen wurden. Am 8. Mai 1987 bestätigte Papst Johannes Paul II. Mesinas Martyrium „in defensum castitatis“ (in Verteidigung ihrer Keuschheit). Am 4. Oktober 1987 sprach Johannes Paul II. Antonia Mesina zusammen mit Pierina Morosini und Marcel Callo am Petersplatz selig. Ihr liturgischer Gedenktag ist der 17. Mai.